# Paul Kummer
Paul Kummer (Zerbst, 1834-Hann. Münden, 1912 ) fue un pastor, maestro, y naturalista de Zerbst, Alemania, que contribuyó a la nomenclatura micológica.
La clasificación anterior de agáricos por el taxónomo pionero en hongos Elias Magnus Fries designaba solamente un muy pequeño número de géneros micológicos, con muchas especies cayendo dentro de Agaricus. Esos pocos géneros, fueron subdividos por Kummer en muchas tribi ("tribus").
En su trabajo de 1871 , Der Führer in die Pilzkunde, Kummer lleva a la mayoría de las tribi de Fries al estatus de género, estableciendo muchos de los nombres genéricos para agáricos en uso actual.

## Algunas publicaciones
- 1871 . Der Führer in die Pilzkunde : 146 p. – reeditado en 1881-1884, con el mismo título y en dos volúmenes
- 1874 . Der Führer in die Flechtenkunde
- 1880 . Praktisches Pilzbuch für jedermann
- 1878 . Kryptogamische Charakterbilder. viii + 251 pp. 220 planchas. Ed. Carl Rümpler, Hannover[1]
- 1889. Die Moosflora der Umgebung von Hann.-Münden. Bot. Centralblatt 40: 65-72, 101-106; Kassel.

- La abreviatura «P.Kumm.» se emplea para indicar a Paul Kummer como autoridad en la descripción y clasificación científica de los vegetales.[2] No confundir con la abreviación Kumm. que corresponde a Ferdinand Kummer (1820-1870)